# Byron Jennings
Byron Jennings (21 settembre 1950) è un attore statunitense, attivo in campo teatrale, televisivo e cinematografico.

## Biografia
Attivo prevalentemente in campo teatrale, Byron Jennings ha recitato in numerosi classici rinascimentali e moderni, apparendo in numerose opere di William Shakespeare a New Haven, Williamstown e Broadway. Ha recitato anche in commedie e drammi di autori moderni e contemporanei come Tom Stoppard, Bertolt Brecht e Noël Coward. Dal 2018 al 2020 ha recitato in Harry Potter e la maledizione dell'erede  a Broadway nel triplice ruolo di Severus Piton, Lord Voldemort e Zio Vernon.
È sposato con l'attrice Carolyn McCormick.

## Filmografia parziale

### Cinema
- Uno strano scherzo del destino (A Simple Twist of Fate), regia di Gillies MacKinnon (1994)
- Quiz Show, regia di Robert Redford (1994)
- Tempesta di ghiaccio (The Ice Storm), regia di Ang Lee (1997)
- A Civil Action, regia di Steven Zaillian (1998)
- Julie & Julia, regia di Nora Ephron (2009)
- Lincoln, regia di Steven Spielberg (2011)
- Rompicapo a New York (Casse-tête chinois), regia di Cédric Klapisch (2013)
- True Story, regia di Rupert Goold (2015)
- The Greatest Showman, regia di Michael Gracey (2017)

### Televisione
- Law & Order - I due volti della giustizia (Law & Order) – serie TV, 3 episodi (1991-1996)
- Law & Order - Unità vittime speciali (Law & Order: Special Victims Unit) – serie TV, 1 episodio (2000)
- 100 Centre Street – serie TV, 1 episodio (2001)
- Giudice Amy (Judging Amy) – serie TV, 1 episodio (2004)
- Gossip Girl – serie TV, 1 episodio (2008)
- Damages – serie TV, 1 episodio (2009)
- Kings – serie TV, 1 episodio (2009)
- White Collar – serie TV, 1 episodio (2010)
- Elementary – serie TV, 1 episodio (2013)
- Boardwalk Empire - L'impero del crimine (Boardwalk Empire) – serie TV, 1 episodio (2014)
- Difficult People – serie TV, 1 episodio (2015)
- Billions – serie TV, 1 episodio (2016)
- Deadbeat – serie TV, 1 episodio (2016)
- The Good Fight – serie TV, 1 episodio (2017)
- The Blacklist – serie TV, 1 episodio (2017)
- La fantastica signora Maisel (The Marvelous Mrs. Maisel) – serie TV, 1 episodio (2017)
- Fosse/Verdon – serie TV, 1 episodio (2019)
- Uncoupled - serie TV, 3 episodi (2022)

## Teatro parziale
- La dodicesima notte di William Shakespeare. Williamstown Theatre Festival di Williamstown (1983)
- Edoardo II di Christopher Marlowe. Yale Repertory Theatre di New Haven (1993)
- Un mese in campagna di Ivan Sergeevič Turgenev. Criterion Center Stage Right di Broadway (1995)
- Il divo Garry di Noël Coward. Williamstown Theatre Festival di Williamstown (1995)
- Vita di Galileo di Bertolt Brecht. Yale Repertory Theatre di New Haven (1998)
- Hedda Gabler di Henrik Ibsen. Geffen Playhouse di Los Angeles (1999)
- Come vi piace di William Shakespeare. Williamstown Theatre Festival di Williamstown (1999)
- L'invenzione dell'amore di Tom Stoppard. Lyceum Theatre di Broadway (2001)
- Rumori fuori scena di Michael Frayn. Brooks Atkinson Theatre di Broadway (2002)
- Enrico IV, parte I e II di William Shakespeare. Lincoln Center di Broadway (2003)
- Il mercante di Venezia di William Shakespeare. Delacorte Theater dell'Off-Broadway, Broadhurst Theatre di Broadway (2010)
- Il racconto d'inverno di William Shakespeare. Delacorte Theater dell'Off-Broadway (2010)
- Arcadia di Tom Stoppard. Ethel Barrymore Theatre di Broadway (2011)
- Macbeth di William Shakespeare. Lincoln Center di Broadway (2013)
- You Can't Take It with You di George S. Kaufman e Moss Hart. Longacre Theatre di Broadway (2014)
- She Loves Me di Joe Masteroff, Sheldon Harnick e Jerry Bock. Studio 54 di Broadway (2016)
- Harry Potter e la maledizione dell'erede di Jack Thorne. Lyric Theatre di Broadway (2018)

## Riconoscimenti
- Drama Desk Award
  - 2006 – Miglior cast per Stuff Happens

## Doppiatori italiani
- Gianni Giuliano in Fosse/Verdon, Uncoupled
- Luciano Roffi in Law & Order